# باسكال بونيفاس
باسكال بونيفاس (بالفرنسية: Pascal Boniface)‏ أحد أبرز المحللين الإستراتيجيين الفرنسيين وهو حاصل على دكتوراه في القانون الدولي العام من معهد الدراسات السياسية في باريس. هو مؤسس ومدير معهد العلاقات الدولية والاستراتيجية.
ومن كتبه:
- فهم العالم (2010)
- ولماذا كل هذه الكراهية؟ (2010)
- ونحو الحرب العالمية الرابعة (2009) وهو كتاب ينتقد فيها أطروحة صدام الحضارات لصامويل هينتنغتون، وقد صدرت طبعته الأولى سنة 2005
- وكتاب من يجرؤ على نقد إسرائيل؟ (2004)
- وتحديات العالم العربي "بالاشتراك مع ديديه بيون (2004)
- وفرنسا ضد الإمبراطورية (2003)
- وحروب المستقبل (2001)
- ودروس 11 سبتمبر (2001)
- وهل لا تزال فرنسا قوة عظمى؟ (1998).

وغير ذلك من تآليفه.

## كتبه المترجمة إلى العربية
- إرادة العجز: هل هي نهاية التطلعات الدولية والاستراتجية؟ (ترجمة: حليم طوسون)، دار العالم الثالث، القاهرة، 1997
- من يجرؤ على نقد إسرائيل؟ (ترجمة: أحمد الشيخ)، دار الفارابي، 2004
- الحرب العالمية الرابعة، (ترجمة: أحمد الشيخ)، مكتبة الشروق الدولية، 2006
- إرادة العجز، (ترجمة: حليم طوسون)، دار الثقافة الجديدة، 2011
- المثقفون المزيفون: النصر الإعلامي لخبراء الكذب، (ترجمة: روز مخلوف)، ورد للطباعة والنشر والتوزيع، دمشق، 2013
- المثقفون المغالطون: الانتصار الإعلامي لخبراء الكذب، (ترجمة: عبد الرحمان مزيان)، ابن النديم للنشر والتوزيع، الجزائر العاصمة، ودار الروافد الثقافية - ناشرون، بيروت، 2015